# 六甲・淡路島断層帯

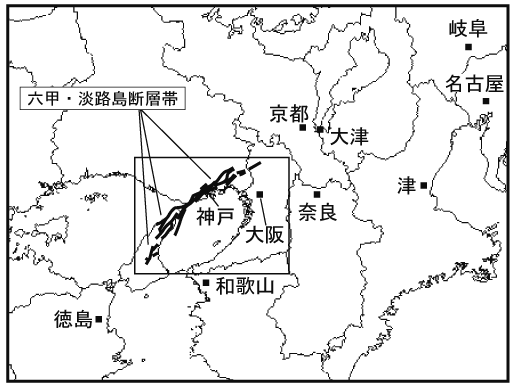
位置

六甲・淡路島断層帯（ろっこう・あわじしまだんそうたい）は、淡路島北部から大阪府北部に位置する活断層帯である。阪神・淡路大震災で露出した野島断層も、この断層帯に含まれる。

## 想定被害
政府の地震調査研究推進本部によると、六甲・淡路島断層帯は、大阪府箕面市から淡路島北部に位置する主部と、淡路島の洲本市から南あわじ市に位置する先島断層帯からなり、さらに、断層主部は、六甲山地から淡路島東岸に位置する長さ約71kmの六甲山地南縁-淡路島東岸区間と、長さ約23kmの淡路島西岸区間に分類される。
六甲山地南縁－淡路島東岸区間が活動した場合、マグニチュードは約7.9となり、明石市から大阪市にかけての沿岸部などで震度7、加古川市から枚方市と、淡路島北部で震度6強、また、京都市や奈良市などでも震度6弱が予測されている。30年以内に活動する確率はほぼ0%から1%である。
淡路島西岸区間が活動した場合、マグニチュードは約7.1となり、淡路島と兵庫県南部の沿岸地帯の広い範囲で震度6強以上が予測されている。30年以内に活動する確率はほぼ0%である。
先島断層帯が活動した場合は、マグニチュードは約6.6で、淡路島で震度6強以上が予測されている。30年以内に活動する確率はほぼ0%である。

## 過去の活動歴
- 1596年9月5日 - 慶長伏見地震（M7.0-7.1）※推定
- 1916年11月26日 - 明石海峡（M6.1）
- 1944年7月29日 - 兵庫県南東部（M5.0）
- 1995年1月17日 - 兵庫県南部地震（M7.3）
- 2013年4月13日 - 淡路島地震（M6.3）

1596年の慶長伏見地震は当断層帯および有馬-高槻断層帯、中央構造線断層帯で発生した地震と推定されている。当断層帯を震源としていた場合、1995年の兵庫県南部地震は慶長伏見地震における地下深くの滑り残し領域で発生した可能性が考えられている。